# Cubillo
Cubillo is een gemeente in de Spaanse provincie Segovia in de regio Castilië en León met een oppervlakte van 20,50 km². Cubillo telt 74 inwoners (1 januari 2016).

## Demografische ontwikkeling
Bron: INE, 1857-2011: volkstellingen